# Приключение в полунощ
„Приключение в полунощ“ е български игрален филм от 1964 година на режисьора Антон Маринович по сценарий на Антон Маринович и Кирил Войнов (по мотиви от повестта „Приключение в полунощ“ на Андрей Гуляшки). Оператор е Христо Вълчанов. Музиката във филма е композирана от Атанас Бояджиев.

## Сюжет
В гранични селища избухва епидемия от шап. Въпреки вносната ваксина бедствието не спира. Случаят е поверен на майорът от контраразузнаването Авакум Захов. Смърт застига началник-склада Рашков. Сътрудниците на Авакум Захов смятат, че неговият началник го е завербувал и накарал да обезсили ваксината, след което го е принудил да се самоубие. Но майор Захов гради друга версия върху данни от аутопсията, дактилоскопията, химическите анализи и стига до извода, че Рашков е отровен от неизвестно лице. Постепенно образът на „неизвестното лице“ се оформя. Това е Ирина – млада и красива жена, жертва на шантаж. Авакум Захов е влюбен в нея, но дългът надделява и той я арестува... При ареста Ирина слага край на живота си...

## Актьорски състав
| Изпълнител                             | Роля                                                       |
| -------------------------------------- | ---------------------------------------------------------- |
| Любомир Димитров                       | майор Авакум Захов, следовател                             |
| Весела Радоева                         | Ирина Теофилова                                            |
| Найчо Петров                           | д-р Тошков                                                 |
| Георги Черкелов                        | полковник Оберц Мароф                                      |
| Георги Попов (като Г. Попов)           | капитан Ковачев                                            |
| Емил Стефанов (като Ем. Стефанов)      | Анастас Подгоров, директор на отдел Лекарства и снабдяване |
| Джоко Росич (като Дж. Росич)           | Амед                                                       |
| Валентин Русецки (като В. Русецки)     | лейтенант Марков                                           |
| Иван Андонов (като Ив. Андонов)        | Венцеслав Рашков, началник склад                           |
| Димитър Панов (като Д. Панов)          | бай Кънчо Настев                                           |
| Никола Дадов (като Н. Дадов)           | Ракип Колибаров                                            |
| Константин Димчев (като К. Димчев)     | инженер Прокопи Албертов Недялков, инспектор               |
| Юрий Яковлев (като Ю. Яковлев)         | лейтенант Георгиев                                         |
| Богдан Сърчаджиев (като Б. Сърчаджиев) | Славов, началникът на стопанството                         |
| Кунка Баева (като К. Баева)            | Колибарица                                                 |
| Любен Карабойков (като Л. Карабоиков)  | Славов, началникът на стопанството                         |
| Милка Янакиева (като М. Янакиева)      |                                                            |
| Мария Ганчева (като М. Ганчева)        | телефонистката                                             |
| Борислав Иванов (като Б. Иванов)       | пратеника на общинския наместник                           |
| Велико Росенски (като В. Росенски)     |                                                            |